# 中国驻多米尼克大使馆
中华人民共和国驻多米尼克国大使馆（英語：Embassy of the People's Republic of China in the Commonwealth of Dominica），简称中国驻多米尼克大使馆，是中华人民共和国驻多米尼克的外交代表机构。